# Lucas Grabeel
Lucas Stephen Grabeel (* 23. listopadu 1984, Springfield, Missouri, Spojené státy americké) je americký herec, zpěvák, tanečník, textař, režisér a producent. Nejvíce se proslavil rolí Ryana Evanse v sérii filmů Muzikál ze střední, Muzikál ze střední 2 a Muzikál ze střední 3: Maturitní ročník. Během let 2011 až 2017 hrál v seriálu stanice Freeform Záměna.

## Životopis
Lucas se narodil ve Springfieldu, Missouri. Je synem Jean a Stephena Grabeel. V roce 2003 odmaturoval na Kickapoo High School. Navštěvoval kostel v Rogersville, kde patřil k dětské skupině. Během léta 2002 navštěvoval Missouri Fine Arts Academy.

## Kariéra

### Začátky
Po maturitě se odstěhoval do Los Angeles. Po dvou měsících získal roli v reklamě na zubní pastu a poté role v reklamách na Lego a Hot Wheels. Krátce poté přišla první filmová role Ethana Doolowaye ve filmu Halloweenská střední. Roli si znovu zahrál v roce 2006 s filmem Return to Halloweentown.

### Muzikál ze střední 1, 2, 3
V roce 2006 byl obsazen do role Ryana Evanse, dvojčete Sharpey Evans (Ashley Tisdale) v Disney filmu Muzikál ze střední. Film získal cenu Emmy. Roli si znovu zahrál v pokračování filmu Muzikál ze střední 2 (2007) a Muzikál ze střední 3: Maturitní ročník (2008). V roce 2007 se připojil k Vanesse Hudgens, Drewovi Seeleymu, Ashley Tisdale, Corbinovi Bleu a Monique Colemen na 51 zastávkách Muzikál ze střední koncertního turné.

### Herecká kariéra
Lucas si zahrál hostující roli v seriálech jako Veronica Mars, Smallville, Kauzy z Bostonu. V roce 2007 si zahrál ve filmu The Adventures of Food Boy. V roce 2008 se objevil ve filmu Milk a College Road Trip. 
V roce 2011 získal roli Tobyho Kennishe v dramatickém seriálu stanice ABC Family Záměna. V březnu 2012 měl premiéru film I Kissed A Vampire, kde hraje po boku Drewa Seeleyho a Adrian Slade.V lednu 2014 propůjčil svůj hlas pro animovaný seriál Sheriff Callie's Wild West.

### 14341 Productions
V roce 2007 založil produkční společnost nazvanou 14341 Productions. Společnost produkovala krátký film The Real Son a Smoke Break, hudební video "Get You Ass On" a "You Got It". Také produkovali televizní pilot nazvaný Regarding Beauregrad, který Lucas také režíroval.

## Filmografie

### Film
| Rok  | Název                                  | Role                         | Poznámky            |
| ---- | -------------------------------------- | ---------------------------- | ------------------- |
| 2005 | Dogg's Hamlet, Cahoot's Macbeth        | Charlie / Gertrude / Ophelia |                     |
| 2007 | Alice Upside Down                      | Lester McKinley              |                     |
| 2008 | The Real Son                           | Freddie Deasnman             | krátkometrážní film |
| 2008 | Smoke Break                            | Sir Anthony Childsworth      | krátkometrážní film |
| 2008 | At Jesus Side                          | Jericho (hlas)               |                     |
| 2008 | Lock and Roll Forever                  | Donni                        |                     |
| 2008 | College Road Trip                      | Scooter                      |                     |
| 2008 | The Adventures of Food Boy             | Ezra Chase                   |                     |
| 2008 | Milk                                   | Danny Nicoletta              |                     |
| 2008 | Muzikál ze střední 3: Maturitní ročník | Ryan Evans                   |                     |
| 2010 | Dancing Ninja                          | Nikki                        |                     |
| 2012 | I Kissed a Vampire                     | Dylan Knight                 |                     |
| 2013 | Chocolate Milk                         | Stan                         | krátkometrážní film |
| 2014 | Dragon Nest: Warriors' Dawn            | Gerrant (hlas)               |                     |
| 2014 | Pilot Season                           | Luc                          | krátkometrážní film |
| 2018 | Little Women                           | Laurie Lawrence              |                     |

### Televize
| Rok        | Název                                   | Role                         | Poznámky                                     |
| ---------- | --------------------------------------- | ---------------------------- | -------------------------------------------- |
| 2004       | Halloweenská střední                    | Ethan Dalloway               | TV film                                      |
| 2005       | Kauzy z Bostonu                         | Jason Matheny                | díl: „Tlustej zadek“                         |
| 2006       | V dobrém i zlém                         | Pete Pratt                   | díl: „Pilot“                                 |
| 2006–2011  | Smallville                              | mladý Lex Luthor/Conner Kent | 3 díly                                       |
| 2005–2006  | Veronica Mars                           | Kelly Kuzzio                 | 2 díly                                       |
| 2006       | Return to Halloweentown                 | Ethan Dalloway               | TV film                                      |
| 2006       | Muzikál ze střední                      | Ryan Evans                   | TV film                                      |
| 2007       | Muzikál ze střední 2                    | Ryan Evans                   | TV film                                      |
| 2009       | Glenn Martin DDS                        | zpěvák (hlas)                | díl: „Deck the Malls“                        |
| 2009       | I Kissed a Vampire                      | Dylan Knight                 | 3 díly                                       |
| 2010       | Cleveland Show                          | šprt (hlas)                  | díl: „Love Rollercoaster"“                   |
| 2010–2018  | Griffinovi                              | Různé postavy (hlas)         | vedlejší role, 19 dílů                       |
| 2010       | Kriminálka Las Vegas                    | Guillermo Seidel             | díl: „Polní myši“                            |
| 2011       | Sharpay a její báječné dobrodružství    | Ryan Evans                   | TV film                                      |
| 2011       | Superagent Oso                          | strýček Eric (hlas)          | díl: „On Old MacDonald's Special Song"“      |
| 2011       | Smallville                              | Superboy / Kon-El            | 2 díly                                       |
| 2011–2017  | Záměna                                  | Toby Kennish                 | hlavní role, 103 dílů                        |
| 2012       | Robot Chicken                           | Justin Bieber (hlas)         | díl: „Robot Chicken's ATM Christmas Special“ |
| 2013–2014  | Dragons: Riders of Berk                 | Gustav (hlas)                | vedlejší role, 4 díly                        |
| 2013       | Pound Puppies: Štěňátka do každé rodiny | Percy (hlas)                 | díl: „Cuddle Up Buttercup“                   |
| 2014–2017  | Kočka Callie na Divokém západě          | více rolí (hlas)             | hlavní role, 33 dílů                         |
| 2014       | Phineas a Ferb                          | Ropey-Face (hlas)            | díl: „Doof 101“                              |
| 2014       | Chopped                                 | Sám sebe                     | díl: „Chopped Tournament of Stars: Actors“   |
| 2015       | Doraemon                                | Big G (hlas)                 | díl: „Big G's Big Show“                      |
| 2015–2016  | Disney Star Darlings                    | Ganymede (hlas)              | 2 díly                                       |
| 2015–2018  | Dragons: Race to the Edge               | Gustav (hlas)                | 9 dílů                                       |
| 2016–dosud | Elena z Avaloru                         | Jiku (hlas)                  | vedlejší role, 5 dílů                        |
| 2017–2018  | Spirit Riding Free                      | Julian (hlas)                | vedlejší role, 6 dílů                        |
| 2019–dosud | Pinky Malinky                           | Pinky Malinky (hlas)         | hlavní role, 6 dílů                          |

## Diskografie

### EP
- Sunshine (2011)

## Ocenění a nominace
| Rok  | Ocenění            | Umělec                          | Práce  | Výsledek |
| ---- | ------------------ | ------------------------------- | ------ | -------- |
| 2011 | Teen Choice Awards | letní televizní hvězda: muž     | Záměna | nominace |
| 2013 | Teen Choice Awards | nejlepší televizní herec: drama | Záměna | nominace |
| 2014 | Teen Choice Awards | nejlepší televizní herec: drama | Záměna | nominace |